# Sphingonotus zhengi
Sphingonotus zhengi är en insektsart som beskrevs av Huo, K. 1994. Sphingonotus zhengi ingår i släktet Sphingonotus och familjen gräshoppor. Inga underarter finns listade i Catalogue of Life.